# Monopoly

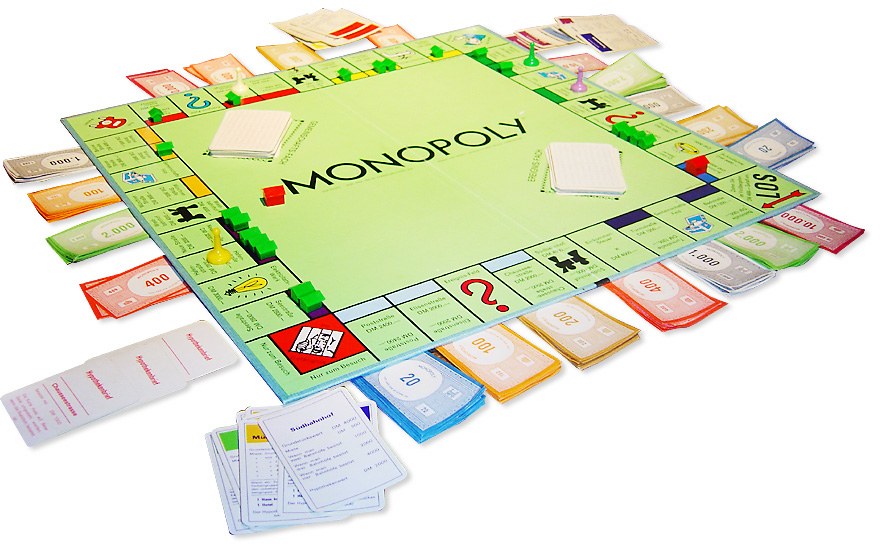
Plansza niemieckiej wersji gry

Monopoly – gra planszowa polegająca na handlu nieruchomościami, opatentowana w 1935 roku. Zestawy do gry produkowane są przez amerykańskie przedsiębiorstwo Hasbro (pierwotnie przez Parker Brothers). Na przestrzeni lat sprzedanych zostało blisko 300 milionów jej egzemplarzy, co czyni ją jedną z najlepiej sprzedających się gier planszowych w historii – ustępuje pod tym względem jedynie szachom, warcabom i tryktrakowi. Opublikowanych zostało ponad 300 edycji gry w 47 językach.
Podczas gry gracze poruszają się dookoła planszy, kupując i sprzedając nieruchomości (ulice, dworce kolejowe), budując domy i hotele. Za wejście na nieruchomości innych graczy płaci się czynsz. Celem jest doprowadzenie wszystkich pozostałych graczy do bankructwa.

## Historia
Gra bazuje na wcześniejszej zatytułowanej The Landlord’s Game, opracowanej w 1903 roku przez Amerykankę Elizabeth Magie Phillips (Lizzie Magie). Gra miała charakter dydaktyczny – ukazywała niekorzystny wpływ podążania do uzyskania monopolu – w grze jeden gracz bogaci się kosztem pozostałych, którzy zostają doprowadzeni do bankructwa. Wydano trzy edycje gry – ostatnia w 1939 roku.
W 1932 roku Charles Darrow opracował zmodyfikowaną wersję gry, której nadał nazwę Monopoly. W 1935 roku sprzedał prawa do jej produkcji spółce Parker Brothers. W tym samym roku została opracowana szata graficzna, która w dużym stopniu pozostaje niezmieniona do dziś, a grę opatentowano. Plansza do gry w standardowej, amerykańskiej wersji wykorzystuje nazwy ulic z Atlantic City.
Gra odniosła duży sukces komercyjny już w pierwszych tygodniach sprzedaży. W 1936 roku Parker Brother zawarło umowę z brytyjskim wydawnictwem Waddingtons, które uzyskało prawa dystrybucji gry w Europie i krajach Wspólnoty Brytyjskiej. Waddingtons opracowało brytyjską wersję planszy do gry, na której nazwy nieruchomości zaczerpnięto z Londynu. Za sprawą praw dystrybucyjnych wersja ta stała się najbardziej rozpowszechnioną na świecie. W późniejszych latach opracowane zostały liczne inne wersje planszy, łącznie ponad 300, w 47 językach.
W 1991 roku Hasbro wykupiło spółkę Parker Brothers, a wraz z nią prawa do produkcji gry, a w 1994 roku także firmę Waddingtons.